# Lophodonitis carinatus
Lophodonitis carinatus là một loài bọ cánh cứng trong họ Bọ hung (Scarabaeidae).